# Viborg FF
Viborg Fodsports Forening – duński klub piłkarski z siedzibą w mieście Viborg w środkowej Jutlandii,  grający w rozgrywkach Superligaen.

## Historia
Viborg FF założony został w 1896 roku, po raz pierwszy awansował do 1. ligi w 1981 roku, zaś największym sukcesem w historii klubu było zdobycie Pucharu Danii w 2000, po zwycięstwie 1:0 nad Aalborg BK.

## Sukcesy
- Puchar Danii:
  - zwycięstwo (1): 1999/2000
- Superpuchar Danii:
  - zwycięstwo  (1): 2000

## Europejskie puchary
Legenda do wszystkich tabel:
- Q – runda eliminacyjna, 1/16, 1/8, 1/4, 1/2 – odpowiednia faza rozgrywek, Grupa – runda grupowa, 1r gr – pierwsza runda grupowa, 2r gr – druga runda grupowa, F – finał, R – runda, PO – play-off
- k. – rzuty karne, los. – losowanie, Dogr. – dogrywka, w. – zasada bramek strzelonych na wyjeździe

| Sezon   | Rozgrywki               | Runda | Przeciwnik       | Dom | Wyjazd | Ogólnie    |
| ------- | ----------------------- | ----- | ---------------- | --- | ------ | ---------- |
| 2000/01 | Puchar UEFA             | 1R    | CSKA Moskwa      | 1–0 | 0–0    | 1–0, Dogr. |
| 2000/01 | Puchar UEFA             | 2R    | Rayo Vallecano   | 2–1 | 0–1    | 2–2, w.    |
| 2022/23 | Liga Konferencji Europy | 2Q    | Sūduva Mariampol | 1–0 | 1–0    | 2–0        |
| 2022/23 | Liga Konferencji Europy | 3Q    | B36 Tórshavn     | 3–0 | 2–1    | 5–1        |
| 2022/23 | Liga Konferencji Europy | PO    | West Ham United  | 0–3 | 1–3    | 1–6        |

## Obecny skład
Stan na 7 września 2024
| Nr | Poz. | Piłkarz                  |
| -- | ---- | ------------------------ |
| 1  | BR   | Lucas Lund Pedersen      |
| 2  | OB   | Ivan Näsberg             |
| 4  | OB   | Nicolas Bürgy            |
| 5  | OB   | Žan Zaletel              |
| 6  | PO   | Mads Søndergaard         |
| 7  | NA   | Serginho                 |
| 8  | PO   | Ibrahim Said             |
| 11 | NA   | Renato Júnior            |
| 12 | PO   | Thomas Jørgensen         |
| 13 | PO   | Jeppe Grønning (kapitan) |
| 14 | NA   | Anosike Ementa           |
| 15 | NA   | Isak Jensen              |
| 16 | BR   | Oscar Hedvall            |

| Nr | Poz. | Piłkarz                                     |
| -- | ---- | ------------------------------------------- |
| 17 | NA   | Charly Nouck                                |
| 18 | PO   | Jean-Manuel Mbom                            |
| 19 | PO   | Justin Lonwijk (wypożyczony z Dynama Kijów) |
| 20 | BR   | Kasper Kiilerich                            |
| 21 | PO   | Sofus Berger                                |
| 23 | OB   | Oliver Bundgaard                            |
| 24 | OB   | Daniel Anyembe                              |
| 28 | PO   | Magnus Westergaard                          |
| 30 | OB   | Srđan Kuzmić                                |
| 32 | OB   | Lukas Kirkegaard                            |
| 37 | PO   | Jakob Vester                                |
| 55 | OB   | Stipe Radić                                 |

### Wypożyczeni do innych klubów
Stan na 7 września 2024
| Nr | Poz. | Piłkarz                                         |
| -- | ---- | ----------------------------------------------- |
|    | OB   | Anel Zulić (w NŠ Mura do 31 maja 2025)          |
|    | PO   | Nigel Thomas (w CD Nacional do 30 czerwca 2025) |
|    | NA   | Paulinho (w Bandırmaspor do 30 czerwca 2025)    |

## Strony klubowe
- Viborg FF - strona oficjalna
- Viborg FF - strona fanów